# Apoastro

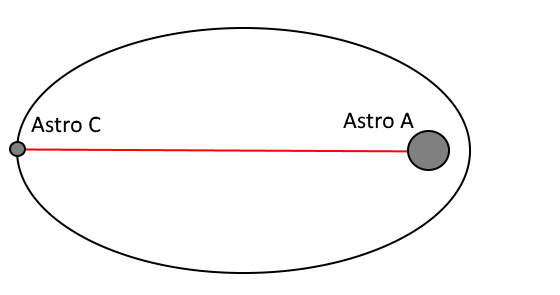
Ponto da órbita de um astro em que ele se encontra o mais distante de outro astro em torno do qual gravita.

Apoastro é o ponto da órbita de um corpo celeste ou de uma nave espacial em que ele se encontra mais distante do astro em torno do qual gravita.
Comumente as naves espaciais giram em torno dos corpos celestes em órbitas elípticas e elas sempre apresentam um ponto de maior distância relativa, que é denominado de apoastro.
Se estiver se referindo a um planeta do Sistema Solar que orbita em torno do Sol, neste caso este ponto recebe o nome específico de afélio. No caso de se referir a satélites (naturais ou artificiais) que orbitem em torno da Terra, este ponto recebe o nome específico de apogeu.

## Satélites artificiais
Certas sondas recém-lançadas são inicialmente colocadas em uma órbita bastante excêntrica, com um elevado apoastro e um baixo periastro. Costumam acionar seus foguetes de manobra quando atingem seu apoastro, a fim de se manterem naquela altitude, saindo de uma órbita muito excêntrica para uma órbita mais circular e mais elevada. Este procedimento é utilizado por alguns satélites recém-lançados e que precisam ficar em uma órbita geoestacionária, assim poupa-se propelente.